# Phytosciara porrecta
Phytosciara porrecta är en tvåvingeart som först beskrevs av Franz Lengersdorf 1929.  Phytosciara porrecta ingår i släktet Phytosciara och familjen sorgmyggor.
Artens utbredningsområde är Tyskland. Inga underarter finns listade i Catalogue of Life.